# Nhà nước Mahdi
Nhà nước Mahdi (tiếng Ả Rập: الدولة المهدية, đã Latinh hoá: Al-Dawla al-Mahdiyah), còn được gọi là Sudan thời Mahdi hay Mahdiyya Sudan, là một nhà nước dựa trên một phong trào tôn giáo và chính trị được phát động vào năm 1881 bởi Muhammad Ahmad bin Abdullah (sau này là Muhammad al-Mahdi) chống lại Phó vương Ai Cập, quốc gia đã cai trị Sudan kể từ năm 1821. Sau bốn năm đấu tranh, quân nổi dậy Mahdi lật đổ chính quyền Ottoman-Ai Cập và thành lập chính phủ "Hồi giáo và quốc gia" của riêng họ với thủ đô tại Omdurman. Từ năm 1885, chính phủ Mahdi duy trì chủ quyền và quyền kiểm soát các vùng lãnh thổ của Sudan cho đến khi bị lực lượng Anh-Ai Cập đánh bại vào năm 1898.
Mohammed Ahmed al-Mahdi kêu gọi người dân Sudan tham gia vào cuộc thánh chiến mà ông tuyên bố chống lại chính quyền có trụ sở tại Khartoum do người Ai Cập và Thổ Nhĩ Kỳ thống trị. Chính quyền Khartoum ban đầu bác bỏ cuộc cách mạng của Mahdi, nhưng ông đã đánh bại hai đoàn thám hiểm được cử đến để bắt mình trong vòng một năm. Quyền lực của Mahdi tăng lên và lời kêu gọi của ông lan rộng khắp Sudan, trong đó phong trào của ông được gọi là Ansar. Cùng thời gian đó, cuộc cách mạng 'Urabi nổ ra ở Ai Cập, khiến người Anh chiếm đóng đất nước này vào năm 1882. Anh bổ nhiệm Charles Gordon làm Toàn quyền Sudan. Nhiều tháng sau khi ông đến Khartoum và sau nhiều trận chiến, lực lượng Mahdi đã chiếm được thành phố và giết chết Gordon trong cung điện của mình. Mahdi không sống lâu sau chiến thắng này; người kế nhiệm ông là Abdallahi ibn Muhammad đã củng cố nhà nước mới, với hệ thống hành chính và tư pháp dựa trên cách giải thích luật Hồi giáo của họ. Dù chiếm một phần đáng kể dân số đất nước, những người Nubia bản địa theo Cơ đốc giáo Copt đã bị cưỡng bức chuyển sang đạo Hồi.
Nền kinh tế Sudan bị hủy hoại trong Chiến tranh Mahdi và nạn đói; chiến tranh và bệnh tật đã khiến dân số Sudan giảm một nửa. Muhammad Ahmad al-Mahdi tuyên bố tất cả những người không chấp nhận ông là Mahdi đều là kẻ ngoại đạo (kafir), ra lệnh giết họ, lấy đi phụ nữ và tài sản của họ.
Người Anh tái chiếm Sudan vào năm 1898, sau đó cai trị nơi này trên lý thuyết là một quốc gia chung với Ai Cập nhưng trên thực tế là một thuộc địa. Tuy nhiên, tàn dư của Nhà nước Mahdi vẫn tồn tại ở Darfur cho đến năm 1909.

## Lịch sử

### Bối cảnh
Từ đầu thế kỷ 19, Ai Cập đã bắt đầu chinh phục Sudan và biến nước này thành thuộc địa của mình. Thời kỳ này được người dân địa phương gọi là Turkiyya, tức là thời kỳ cai trị "Thổ Nhĩ Kỳ" của Eyalet và sau đó là Phó vương Ai Cập. Người Ai Cập chưa bao giờ có thể chinh phục hoàn toàn khu vực này, nhưng quyền thống trị và thuế cao khiến họ không được lòng dân. Khi sự bất mãn ở Sudan ngày càng gia tăng, chính Ai Cập cũng bắt đầu rơi vào khủng hoảng. Đây là hệ quả của những thay đổi kinh tế và chính trị có sự tham gia của các cường quốc châu Âu, quan trọng nhất là Đế quốc Anh. Năm 1869, kênh đào Suez được khai trương và nhanh chóng trở thành huyết mạch kinh tế của Anh tới Ấn Độ và Viễn Đông. Để bảo vệ tuyến đường thủy này, Anh bắt đầu can thiệp sâu hơn vào các vấn đề của Ai Cập. Vào năm 1873, chính phủ Anh do đó đã ủng hộ một chương trình trong đó một ủy ban nợ Anh-Pháp đảm trách việc quản lý các vấn đề tài chính của Ai Cập. Ủy ban này cuối cùng đã buộc Khedive Ismail phải thoái vị để nhường ngôi cho người con trai được chấp nhận hơn về mặt chính trị của ông, Tawfiq (1877–1892).
Sau khi Ismail bị loại bỏ vào năm 1877, người đã bổ nhiệm ông vào chức vụ này, Charles George Gordon từ chức toàn quyền Sudan vào năm 1880. Những người kế nhiệm ông thiếu sự chỉ đạo từ Cairo và lo ngại tình trạng hỗn loạn chính trị đã nhấn chìm Ai Cập. Kết quả là họ không thể tiếp tục các chính sách mà Gordon đã đưa ra. Việc buôn bán nô lệ bất hợp pháp hồi sinh, mặc dù không đủ để làm hài lòng các thương gia. Quân đội Sudan bị thiếu nguồn lực và binh lính thất nghiệp từ các đơn vị giải tán gây khó khăn cho các thị trấn đồn trú. Người thu thuế tùy tiện tăng thuế.

### Muhammad Ahmad

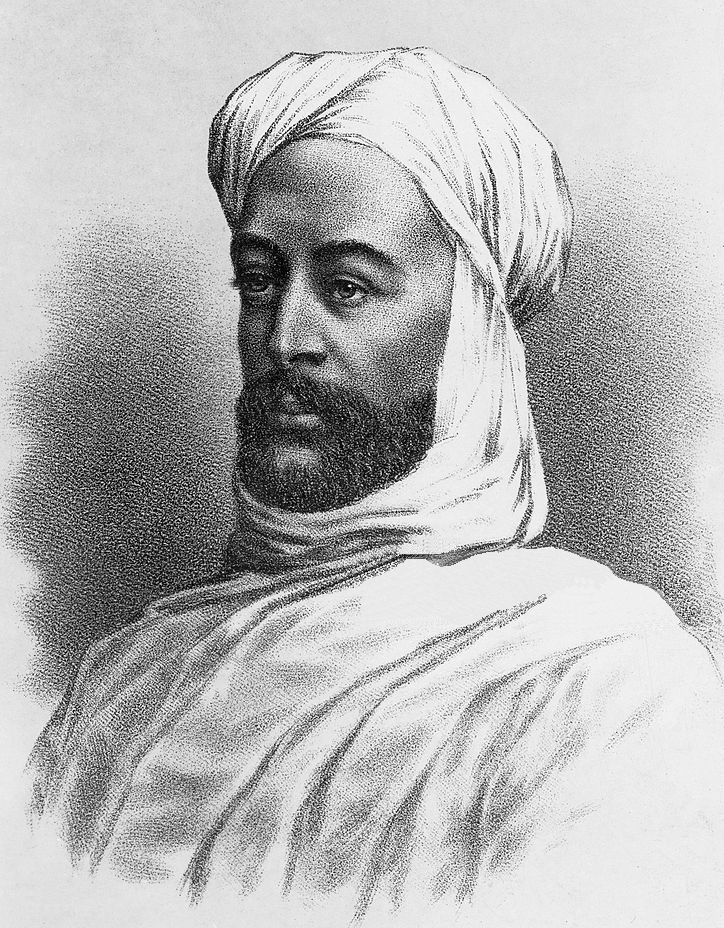
Muhammad Ahmad al-Mahdi

Giữa bầu không khí rắc rối này, Muhammad Ahmad ibn as Sayyid Abd Allah, người kết hợp sức thu hút cá nhân với sứ mệnh tôn giáo và chính trị đã xuất hiện, quyết tâm trục xuất người Thổ Nhĩ Kỳ và khôi phục Hồi giáo trở lại sự thuần khiết ban đầu. Là con trai của một thợ đóng thuyền Dongola, Muhammad Ahmad đã trở thành đệ tử của Muhammad ash Sharif, người đứng đầu dòng Sufi Sammaniyah. Sau đó, với tư cách là một Sheikh của dòng, Muhammad Ahmad đã sống ẩn dật vài năm và nổi tiếng là một nhà thần bí và một giáo viên.
Năm 1881, Muhammad Ahmad tự xưng là Mahdi ("người được mong đợi"). Một số tín đồ tận tâm nhất của ông coi ông là người được Allah truyền cảm hứng trực tiếp. Ông muốn người Hồi giáo lấy lại Kinh Qur'an và hadith làm nguồn nền tảng của đạo Hồi, tạo ra một xã hội công bằng. Cụ thể liên quan đến Sudan, ông khẳng định sự nghèo đói của nước này là một đức tính tốt và tố cáo sự giàu có và xa hoa của thế gian. Đối với Muhammad Ahmad, Ai Cập là một ví dụ về sự giàu có dẫn đến hành vi vô đạo đức. Lời kêu gọi nổi dậy của Muhammad Ahmad đã được các cộng đồng nghèo nhất dọc sông Nin hưởng ứng mạnh mẽ, vì nó kết hợp giữa chương trình nghị sự theo chủ nghĩa dân tộc, chống Ai Cập với sự chắc chắn về tôn giáo chính thống.
Ngay cả sau khi Mahdi tuyên bố thánh chiến chống lại người Ai Cập, Khartoum vẫn coi ông là một kẻ cuồng tín tôn giáo. Chính phủ Ai Cập để mắt tới Mahdi hơn khi lòng nhiệt thành tôn giáo của ông chuyển sang tố cáo những người thu thuế. Để tránh bị bắt, Mahdi và một nhóm những người theo ông, được gọi là Ansar, đã thực hiện một cuộc hành quân dài đến Kurdufan, nơi ông thu hút được một số lượng lớn tân binh, đặc biệt là từ người Baggara. Từ một nơi ẩn náu trong khu vực, ông đã viết đơn kháng cáo tới các sheikh của các dòng tu và giành được sự ủng hộ tích cực hoặc sự đảm bảo trung lập từ tất cả mọi người ngoại trừ Khatmiyyah thân Ai Cập. Các thương gia và bộ lạc Ả Rập phụ thuộc vào buôn bán nô lệ cũng phản ứng, cùng với bộ lạc Beja Hadendoa, những người được đội trưởng Ansar Osman Digna tập hợp lại với Mahdi.

### Các cuộc tiến công

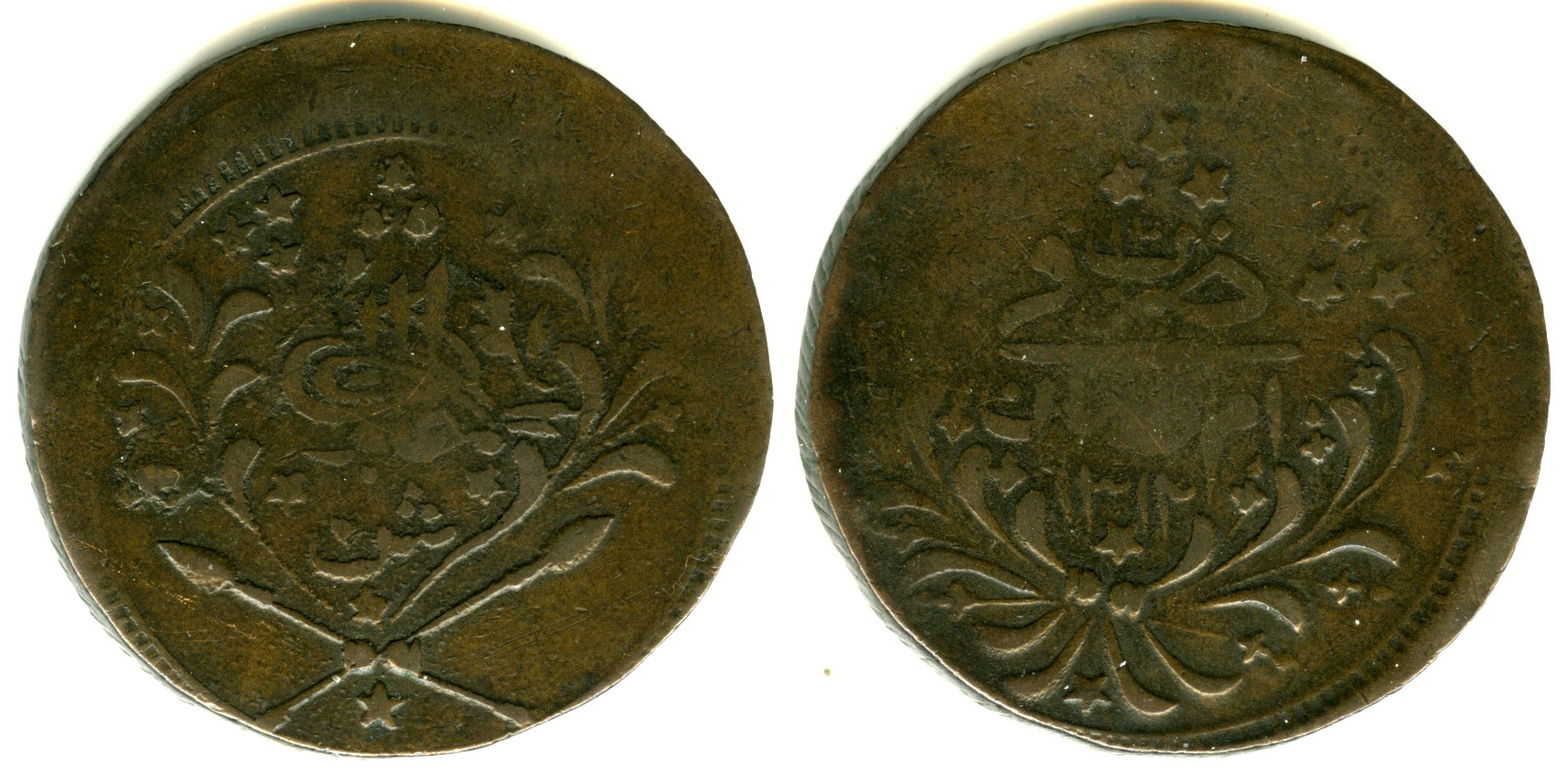
Đồng xu 20 qurush được đúc dưới thời trị vì của Abdallahi ibn Muhammad.

Đầu năm 1882, quân Ansar được trang bị giáo và kiếm đã áp đảo lực lượng 7.000 người Ai Cập do Anh lãnh đạo cách Al Ubayyid không xa và tịch thu súng trường, súng dã chiến và đạn dược của họ. Mahdi tiếp nối chiến thắng này bằng cách bao vây và chiếm giữ Al Ubayyid sau bốn tháng. Với 30.000 người, Ansar sau đó đánh bại viện binh Ai Cập gồm 8.000 người tại Sheikan.
Ở phía tây, cuộc nổi dậy của quân Mahdi có thể dựa vào các phong trào kháng chiến hiện có. Sự cai trị Darfur của Thổ Nhĩ Kỳ đã khiến người dân địa phương phẫn nộ và một số phiến quân đã bắt đầu cuộc nổi dậy. Phiến quân Baggara dưới sự chỉ huy của thủ lĩnh Rizeigat Madibo đã cam kết với Mahdi và bao vây Toàn quyền Darfur Rudolf Carl von Slatin, một người Áo phục vụ phó vương, tại Dara. Slatin bị bắt vào năm 1883, thúc đẩy nhiều bộ lạc Darfur tham gia cách mạng. Lực lượng Mahdi nhanh chóng nắm quyền kiểm soát phần lớn Darfur. Lúc đầu, việc thay đổi chế độ rất được hoan nghênh ở Darfur.
Cuộc tiến công của Ansar và Hadendowa lan rộng ở phía đông đã gây nguy hiểm cho việc liên lạc với Ai Cập và đe dọa cắt đứt các đồn trú tại Khartoum, Kassala, Sennar, Suakin và ở phía nam. Để tránh bị lôi kéo vào một cuộc can thiệp quân sự tốn kém, chính phủ Anh đã ra lệnh rút quân Ai Cập khỏi Sudan. Vừa được tái bổ nhiệm làm toàn quyền, Gordon đã sắp xếp giám sát việc sơ tán quân đội và quan chức Ai Cập cũng như tất cả người nước ngoài khỏi Sudan.

### Phản ứng của Anh

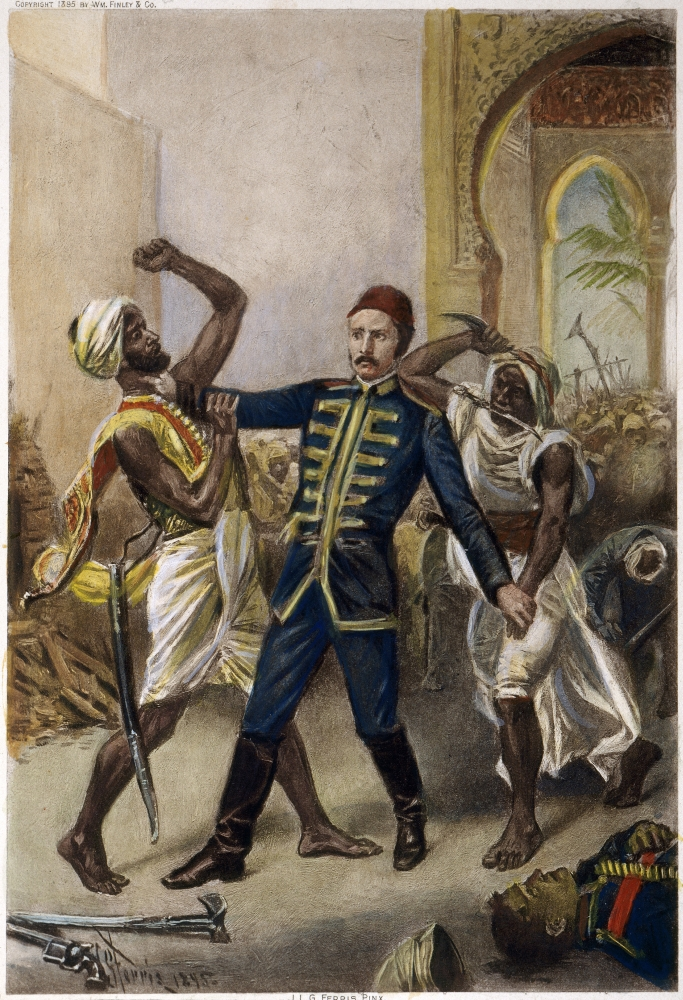
"Cái chết của Tướng Gordon tại Khartoum", của J.L.G. Ferris

Sau khi đến Khartoum vào tháng 2 năm 1884, Gordon nhanh chóng nhận ra rằng ông không thể giải phóng các đồn trú. Do đó, ông kêu gọi quân tiếp viện từ Ai Cập để giải vây Khartoum. Gordon cũng đề nghị Zubayr, một kẻ thù cũ mà ông công nhận là một chỉ huy quân sự xuất sắc, nên kế nhiệm mình để trao cho những người Sudan bất mãn một nhà lãnh đạo khác ngoài Mahdi để tập hợp lại phía sau. Luân Đôn bác bỏ kế hoạch này. Khi tình hình trở nên xấu đi, Gordon lập luận rằng Sudan rất cần thiết vì an ninh của Ai Cập và để Ansar giành chiến thắng tại đây sẽ giúp phong trào lan rộng ra nơi khác.
Sự ủng hộ ngày càng tăng của người dân Anh dành cho Gordon cuối cùng đã buộc Thủ tướng William Gladstone phải huy động một lực lượng cứu trợ dưới sự chỉ huy của Lãnh chúa Garnet Joseph Wolseley. Một "cột bay" (tiếng Anh: flying column) được đưa từ Wadi Halfa qua sa mạc Bayuda đã bị sa lầy tại Abu Tulayh (thường được gọi là Abu Klea), nơi người Hadendowa đã phá vỡ phòng tuyến của quân Anh. Một đơn vị tiền phương đã đi trước bằng đường sông khi đoàn quân đến Al Matammah đã đến Khartoum vào ngày 28 tháng 1 năm 1885 và phát hiện thị trấn đã thất thủ hai ngày trước đó. Ansar đã đợi lũ sông Nin rút trước khi tấn công con sông được phòng thủ kém dẫn đến Khartoum bằng thuyền, tàn sát quân đồn trú, giết chết Gordon và đưa đầu của ông vào lều của Mahdi. Kassala và Sennar thất thủ ngay sau đó và đến cuối năm 1885, người Ansar bắt đầu di chuyển vào khu vực phía Nam. Trên toàn Sudan, chỉ có Sawakin, được tăng cường bởi quân đội Ấn Độ, và Wadi Halfa ở biên giới phía bắc vẫn nằm trong tay Anh-Ai Cập.
Quân Mahdi phá hủy Khartoum, thành phố được người Ottoman xây dựng. Tất cả các tòa nhà đều bị phá hủy và lục soát. Những người phụ nữ bị cưỡng hiếp và buộc phải ly hôn với người chồng "ngoại đạo" của họ. Đến khi người Anh quay trở lại sau khoảng 15 năm, thành phố mới được xây dựng lại. Đến thời điểm này không còn tòa nhà lịch sử, nhà thờ Hồi giáo và kiến trúc theo phong cách Ottoman nào còn sót lại.

## Mahdiyya

### Cờ
Nhà nước Mahdi cùng quân đội không có cờ thống nhất nhưng vẫn sử dụng nhiều lần một số thiết kế nhất định. Hầu hết các lá cờ đều mang bốn dòng chữ tiếng Ả Rập thể hiện lòng trung thành với Thượng Đế, Muhammad và Mahdi. Các lá cờ thường có màu trắng với viền màu và văn bản với nhiều màu sắc khác nhau. Hầu hết các đơn vị quân đội đều có cờ riêng.